# Гондкув-Мали
Гондкув-Мали (пол. Gądków Mały) — село в Польщі, у гміні Тожим Суленцинського повіту Любуського воєводства.
Населення — 85 осіб (2011).
У 1975-1998 роках село належало до Зеленогурського воєводства.

## Демографія
Демографічна структура станом на 31 березня 2011 року:
|          | Загалом | Допрацездатний вік | Працездатний вік | Постпрацездатний вік |
| -------- | ------- | ------------------ | ---------------- | -------------------- |
| Чоловіки | 40      | 5                  | 31               | 4                    |
| Жінки    | 45      | 12                 | 23               | 10                   |
| Разом    | 85      | 17                 | 54               | 14                   |